# Wapen van Libanon
Het wapen van Libanon heeft geen officiële status als zodanig voor het Aziatische land Libanon. Libanon kent namelijk geen heraldische traditie. Het wapen dat gebruikt wordt, bestaat enkel uit een wapenschild, dat twee rode banen toont met daartussen een witte baan waarop een groene libanonceder staat afgebeeld. Het is in feite een aangepaste vorm van de vlag van Libanon, de strepen zijn diagonaal in plaats van horizontaal geplaatst.
De ceder uit het wapen komt wel terug op verschillende emblemen en logo's en munten.

De vlag van Libanon, waarop het wapen is gebaseerd.